# Altica ribis
Altica ribis är en skalbaggsart som beskrevs av Brown 1946. Altica ribis ingår i släktet Altica och familjen bladbaggar. Inga underarter finns listade i Catalogue of Life.